# Atylomyia minutiungula
Atylomyia minutiungula là một loài ruồi trong họ Tachinidae.